# اچ‌دی ۱۱۱۰۳۱
اچ‌دی ۱۱۱۰۳۱ یک ستاره است که در صورت فلکی کلاغ قرار دارد.